# JG Sport
J. Goupy war ein französischer Hersteller von Automobilen.

## Unternehmensgeschichte
M. Janvier gründete 1922 das Unternehmen in Paris zur Produktion von Automobilen. Der Markenname lautete JG oder JG Sport. 1922 oder 1923 endete die Produktion. Insgesamt entstanden drei Fahrzeuge.

## Fahrzeuge
Das einzige Modell war ein Cyclecar. Für den Antrieb sorgte ein Vierzylinder-Einbaumotor von Ruby mit 970 cm³ Hubraum, Bohrung × Hub 57× 95 mm. Das Friktionsgetriebe verfügte über sechs Gänge. Die Kraftübertragung erfolgte mittels einer Kette.